# Guantanamera (Remix 2000)
Guantanamera (Remix 2000) è il settimo singolo di Cecilia Gayle, pubblicato nel 1998.

## Tracce
1. Guantanamera (Los Amigos Remix) - 6:08
2. Guantanamera (Los Amigos Dub) - 5:27
3. Amor a la Mexicana (Latin Mix) - 3:54
4. Dighidin Don Don - 3:47
5. Guantanamera (Album Edit) - 3:57